# Svatba mého nejlepšího přítele
Svatba mého nejlepšího přítele (v anglickém originále My Best Friend's Wedding) je americký romantický film. Jedná se o netradiční hořce romantickou komedii režiséra P. J. Hogana z roku 1997 s Julií Robertsovou, Cameron Diazovou, Dermotem Mulroneyem a Rupertem Everettem v hlavní roli.
Julianne (Julia Robertsová) a Michael (Dermot Mulroney) jsou velmi dobří přátelé již od dob svých studií, kdy spolu krátce chodili. Tehdy se Michael s Julianne dohodli, že pokud se do 28. narozenin neožení nebo neprovdají, tak se vezmou. Julianniny 28. narozeniny se kvapem blíží a na záznamníku jejího mobilu se objevují vzkazy od Michela. Ten nemile překvapené Julianně sděluje, že se bude ženit, ale s úplně jinou, mladší a bohatší dívkou Kimmy (Cameron Diaz). Juliannu zachvátí vlna žárlivosti a uvědomí si, že Michaela velice miluje a stojí o něj. Odjíždí tedy do Chicaga v Illinois na svatbu, kterou se ze všech sil snaží překazit a Michaela tak získat zpět pro sebe, což se jí ani po několikadenním úsilí vůbec nepovede, navíc ji tato činnost psychicky podlamuje i ničí.

## Obsazení
| Julia Robertsová | Julianne Potterová  |
| Dermot Mulroney  | Michael O'Neal      |
| Cameron Diaz     | Kimmy Wallaceová    |
| Rupert Everett   | George Downes       |
| Philip Bosco     | Walter Wallace      |
| M. Emmet Walsh   | Joe O'Neal          |
| Rachel Griffiths | Samantha Newhouse   |
| Carrie Preston   | Amanda Newhouseová  |
| Sarah Sullivan   | Isabelle Wallaceová |
| Chria Masterson  | Scott O'Neal        |
| Paul Giamatti    | Richard             |
| Charlie Trotter  | sám sebe            |

## Soundtrack
- píseň Wishin' And Hopin': text Hal David a Ani DiFranco, zpěv Burt Bacharach